# Bactrocera neocongnata
Bactrocera neocongnata är en tvåvingeart som beskrevs av Drew och Albany Hancock 1994. Bactrocera neocongnata ingår i släktet Bactrocera och familjen borrflugor. Inga underarter finns listade.